# Eparchie severodoněcká
Eparchie Severodoněck je eparchie ukrajinské pravoslavné církve Moskevského patriarchátu.

## Území a titul biskupa
Zahrnuje správní hranice území Bilokurakynského, Kreminského, Novopskovského, Popasenského, Svatovského, Starobilského a Trojického rajónu, také města Severodoněck, Lysyčansk, Kadijivka a Rubižne Luhanské oblasti.
Eparchiálnímu biskupovi náleží titul biskup severodoněck a starobilský.

## Historie
Eparchie byla zřízena Svatým synodem Ukrajinské pravoslavné církve dne 31. května 2007 oddělení území z luhanské eparchie.

## Seznam biskupů
- 2007–2007 Serafym (Zaliznyckyj)
- 2007–2007 Pantelejmon (Baščuk)
- 2007–2007 Ilarij (Šyškivskyj)
- 2007–2012 Agapit (Bevcyk)
- 2012–2013 Pantelejmon (Povoroznjuk)
- od 2013 Nykodym (Baranovskyj)